# Vernon J. Bourke
Vernon Joseph Bourke (North Bay, de Ontario, 1907 - 4 de mayo de 1998) fue un teólogo tomista especializado en filosofía moral, San Agustín y Santo Tomás de Aquino. 
Ejerció de profesor de filosofía durante cuarenta y cinco años en la Universidad de San Luis, de la ciudad del mismo nombre, en el estado de Misuri (Estados Unidos). 
Su libro Historia de la ética (History of Ethics) recoge la relación histórica entre ella y el concepto de la economía del bienestar llamado utilitarismo.

## Títulos de sus obras fundamentales
- Historia de la ética (History of Ethics), en 2 vols.[1]
- Ética en épocas de crisis (Ethics in Crisis)
- La ciudad de Dios
- La busca de la sabiduría en la obra de Santo Tomás de Aquino (Aquinas's Search for Wisdom)[2][3]
- La realidad vista por San Agustín (Augustine’s Quest for Wisdom: Life and Philosophy of the Bishop of Hippo)[4][5][6]
- Ética y filosofía moral (Ethics: A Textbook in Moral Philosophy)[7]